# Riccardo Gusmaroli
Riccardo Gusmaroli (Verona, 15 novembre 1963) è un artista italiano.
Famoso per le sue opere monocrome dove barchette o aeroplanini di carta disegnano vortici concentrici, Gusmaroli ha ereditato la modularità di Piero Manzoni unita alla componente ludica e concettuale di Alighiero Boetti. La sua arte è ascrivibile al Minimalismo.

## Biografia
Riccardo Gusmaroli nasce a Verona nel 1963.
Inizia l'attività artistica come fotografo collaborando con Studio Azzurro fino alla prima mostra personale nel 1992 presso la Galleria Toselli di Milano.
Nel 1998 tiene una collettiva alla Galleria Cà di Frà di Milano con Damien Hirst, Konrad Klapheck, Tano Festa e Mauro Benetti.
Dal 2000 ha personali presso la Galleria Montrasio a Monza, la Galleria Forni a Bologna, lo Studio Simonis a Parigi, la Galleria Tega di Milano, Ermanno Tedeschi di Torino.. Nel 2010 la Galleria Spazia di Bologna celebra i suoi 30 anni di attività espositiva con l'importante personale di Riccardo Gusmaroli "DERIVE" a cura di Valerio Dehò.
Tra le collettive da ricordare, Museo Civico di Lodi a Viafarini a Milano, con Carla Accardi e Nicola De Maria, Galleria d'Arte Moderna di Torino, Galleria Sperone New York.
Al 2009 risale la collettiva "Mappe" in cui espone con Alighiero Boetti, Luciano Fabro, Piero Pizzi Cannella e Salvo Mangione presso la Galerie Di Meo, Parigi., mentre al 2011 risale la sua esposizione personale a Milano presso la Galleria Glauco Cavaciuti, con la Mostra "Cosi vicino, così lontano".
Nel 2015 partecipa alla collettiva "Rigorismo" con Agostino Bonalumi, Dadamaino, Turi Simeti e Pino Pinelli presso la UNIX Gallery e l'Italian Cultural Institute di New York. e conclude l'anno con la Mostra "Frequenze Parallele" presso la Galleria Glauco Cavaciuti di Milano.

## Alcune opere
- Barchette
- Aeroplanini
- Uova
- Condominii
- Francobolli
- Acrilici su foto

## Critica
Tra i numerosi critici che hanno scritto sulla sua opera ricordiamo Luca Beatrice, Luciano Caprile, Valerio Dehò, Alberto Fiz, Ivan Quaroni, Maurizio Sciaccaluga.